# Mangazeïta
La mangazeïta és un mineral de la classe dels sulfats que pertany al grup de l'aluminita. Cristal·litza en el sistema triclínic i la seva fórmula és: Al₂(SO₄)(OH)₄·3H₂O. Va ser descobert l'any 2005 a la seva localitat tipus: el dipòsit d'estany-plata de Mangazeiskoe, Verkhoyansk, República de Sakha, Iakútia, Sibèria, Rússia. Va ser anomenada així pel nom de la localitat tipus. Se sol trobar en granodiorites intensament fisurades i pirititzades, a prop de vetes de quars i arsenopirita. A la localitat tipus es va trobar associada amb guix. Un sinònim seu és el codi IMA2005-021a.
Segons la classificació de Nickel-Strunz, la mangazeïta pertany a «07.DE: Sulfats (selenats, etc.) amb anions addicionals, amb H₂O, amb cations de mida mitjana només; sense classificar» juntament amb els següents minerals: carbonatocianotriquita, cianotriquita, schwertmannita, tlalocita, utahita, coquandita, osakaïta, wilcoxita, stanleyita, mcalpineïta, hidrobasaluminita, volaschioita, zaherita, lautenthalita i camerolaïta.